# Dániel Pauman
Dániel Pauman (ur. 13 sierpnia 1986 w Vácu) – węgierski kajakarz. Srebrny medalista olimpijski z Londynu.
Zawody w 2012 były jego pierwszymi igrzyskami olimpijskimi. Był drugi w kajakowych czwórkach na dystansie 1000 metrów, płynęli z nim Zoltán Kammerer, Dávid Tóth i Tamás Kulifai. Był trzykrotnym medalistą mistrzostw świata – zdobył srebro w K-4 na dystansie 1000 metrów w 2015 i 2017 oraz brąz w tej samej konkurencji w 2014. W 2013 był w K-4 na dystansie 1000 metrów trzeci na mistrzostwach Europy.